# Bachtrioni
Koordinaten: 42° 3′ 7″ N, 45° 14′ 29,3″ O
Bachtrioni (georgisch ბახტრიონი; bɑχtʼrɪɔnɪ) ist eine ehemalige Festung in der historischen Provinz Kachetien in Georgien, heute in der Munizipalität Achmeta. Die Ruine der Festung liegt am linken Hochufer des Flusses Alasani gegenüber der Mündung des Ilto und nahe der Stadt Achmeta.

## Geschichte
Die Festung wurde in den 1650er Jahren auf Befehl des persischen Schahs Abbas II. errichtet. Die Festung Bachtrioni leitet ihren Namen von einem in der Nähe gelegenen Dorf her, auch der Name der bedeutenden georgischen Adelssippe Bachtaraschwili bezieht sich auf dieses Bachtrioni.
Im Jahre 1659 fand in Kachetien ein Aufstand gegen die Kizilbaschen statt, in diesem Jahr gewannen die Georgier die wichtige Schlacht von Bachtrioni. Während der Schlacht wurde die Festung fast völlig zerstört und blieb danach als Ruine zurück.

## Baubeschreibung
Die Festung Bachtrioni hat einen dreieckigen Grundriss und verfügte über mehrere Türme, die noch als Ruinen vorhanden sind. Vom westlichen Turm stehen noch zwei Stockwerke, das untere Stockwerk hatte an der nördlichen Wand eine Tür, östlich einige Mauernischen und in der Mitte einen Kamin. Auf dem Gebiet der Festung konnten Ruinen weiterer Gebäude freigelegt werden. Im östlichen Teil steht noch eine aus Steinen errichtete kleine Kirche ohne Apsis, ihre Eingangstür befindet sich an der südlichen Wand und Fensteröffnungen blieben noch in den östlichen und westlichen Wänden. Diese Kirche ist der älteste Gebäudeteil und stammt aus dem Spätmittelalter. Die als Geschichts- und Kulturdenkmal wichtige Anlage befindet sich unter Wald und Gestrüpp, eine touristische Beachtung findet nicht statt.